# Shirley Chisholm

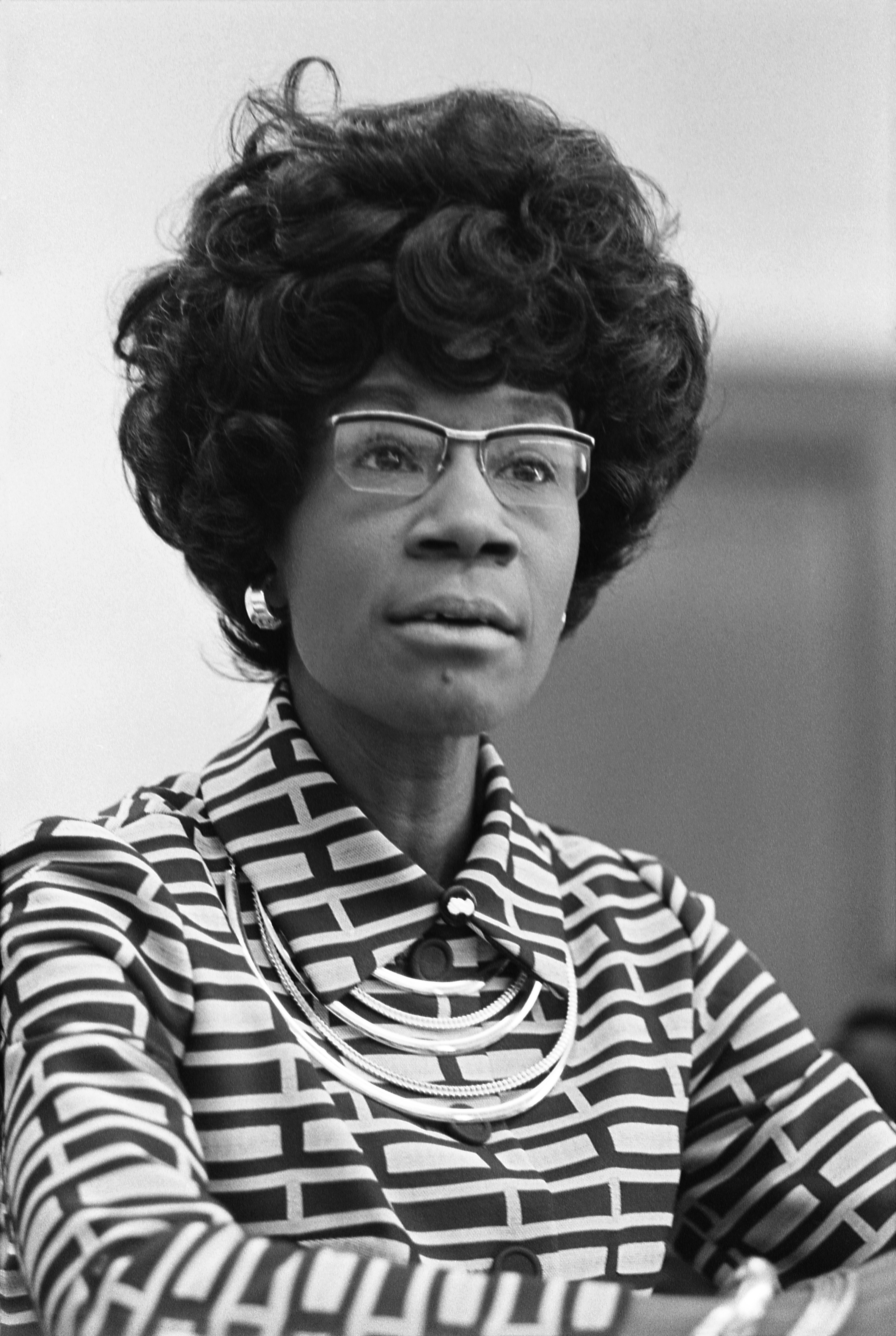
Shirley Chisholm (1972)

Shirley Anita St. Hill Chisholm (* 30. November 1924 in Brooklyn, New York City; † 1. Januar 2005 in Ormond Beach, Florida) war eine US-amerikanische Politikerin (D) und die erste afroamerikanische Abgeordnete im US-Repräsentantenhaus. Sie bewarb sich 1972, als erste Frau der Demokraten und erste Afroamerikanerin überhaupt, um die Nominierung als Präsidentschaftskandidatin, unterlag aber George McGovern in der Vorwahl.

## Leben
„Mein größter politischer Trumpf, den andere Politiker fürchten, ist mein Mund, aus dem alle möglichen Dinge kommen, die man aus Gründen der politischen Zweckdienlichkeit nicht immer erörtern sollte.“

Shirley Chisholm wurde in Brooklyn geboren und lebte ab ihrem dritten Lebensjahr auf Barbados bei ihrer Großmutter. Mit zehn kam sie zurück und erlebte die Diskriminierung an Schwarzen und Frauen in den USA der 1950er Jahre. Sie studierte und arbeitete in der Frühkindlichen Bildung und engagierte sich in den lokalen Strukturen der Demokratischen Partei.
Chisholm war 1964 bis 1968 Abgeordnete in der New York State Assembly. 1968 wurde sie nach einem Wahlsieg gegen den Bürgerrechtler James Farmer die erste afroamerikanische Abgeordnete im US-Repräsentantenhaus. Sie vertrat dort vom 3. Januar 1969 bis zum 3. Januar 1983 ihren im Bundesstaat New York gelegenen Wahlbezirk. Im Repräsentantenhaus gehörte sie sowohl zu dem Mitbegründern des Black Caucus, als auch des Women's Caucus. Sie unterstützte 1971 die Gründung des Congressional Black Caucus, des Zusammenschlusses der afroamerikanischen Kongressabgeordneten.
Zur Präsidentschaftswahl 1972 bewarb sich Chisholm als erste Afroamerikanerin um die Nominierung als Präsidentschaftskandidatin der Demokratischen Partei. Ihre Kampagne stützte sich stark auf Studenten. Sie konnte aber weder die Unterstützung führender Feministinnen noch die Unterstützung afroamerikanischer Führer gewinnen und unterlag in der Vorwahl.
1993 nominierte Präsident Bill Clinton Chisholm als Botschafterin für Jamaika; aus gesundheitlichen Gründen wurde ihre Nominierung zurückgenommen.

## Ehrungen
2002 wurde sie von Molefi Kete Asante als eine der „100 Greatest African Americans“ gelistet. Im Jahr 2015 verlieh ihr Präsident Barack Obama posthum die Presidential Medal of Freedom. In Brooklyn, bei der Jamaica Bay, wurde im Jahr 2019 der Shirley Chisholm State Park eröffnet.